# Cyriaco
Francisco da Silva Ciríaco (Campos dos Goytacazes, 1871 - 18 de maio de 1912), também conhecido como Cyriaco (as vezes escrito também Ciríaco) ou Macaco Velho, foi um carregador de café e capoeirista brasileiro que ficou famoso em todo o Brasil por ter vencido o lutador de jiu-jítsu japonês Sado Miako em 1909.
É provável que Ciríaco tenha feito parte de alguma Malta de capoeira, uma vez que viveu na época em que a primeira leva de capoeiras foi enviada por João Baptista de Sampaio Ferraz para o presídio em Fernando de Noronha. Tal prática era muito comum na República Velha, uma vez que a capoeiragem era considerada crime naquele período. Assim, Ciríaco deve ter sido um remanescente de uma dessas maltas e conseguiu ocultar sua prática da capoeira da polícia brasileira sem ser capturado.
Ciríaco faleceu de uma uremia aos 40 anos de idade no dia 18 de maio de 1912.

## Luta contra Sado Miako

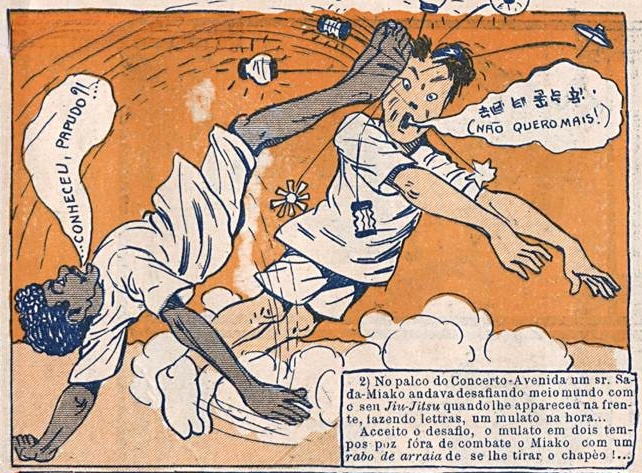
Quadro de uma tira publicada na revista O Malho em 1909, mostrando Ciríaco derrotando Sada Miyako. Arte de Alfredo Storni.

A luta de Ciríaco contra Sado Miako, o lutador de jiu-jitsu considerado invencível naquela época, ocorreu no dia 1° de maio de 1909 no Rio de Janeiro, no espaço de eventos denominado Concerto Avenida. O evento foi amplamente divulgado pela imprensa da época, que também registrou fotos dos golpes de capoeira, apesar da prática ser proibida naquele tempo.
A disputa entre os dois apresentou fortes reações da mídia brasileira. A revista O Malho, de maio de 1909, descreveu que “o jogo puramente nacional teve as honras da vitória e venceu o jogo japonês”. Já o jornal A Notícia, colocou o feito de Ciríaco ao lado dos feitos de Santos Dumont, além de considerá-lo um campeão mundial, uma vez que a luta de seu adversário era considerada até então imbatível. O texto ainda apresentava provocações direcionadas às autoridades brasileiras sobre a criminalização da capoeira existente no Código Penal, dizendo que a luta era uma comprovação da superioridade brasileira, não devendo ser perseguida mas sim exaltada. Outros jornais, como a Folha do Dia descreveram o desfecho da luta mas não citaram que Cyriaco era praticante da capoeira, talvez com o intuito de não associar a prática da capoeira com uma identificação nacional brasileira.
Como a luta entre eles ficou bastante conhecida, algumas versões falsas sobre ela tem sido divulgadas. Uma delas é que o capoeira não quis cumprimentar o lutador japonês e, ao invés disso, aplicou um forte chute no rosto de imediato. Tal versão é desmentida de acordo com reportagens da época. Outra versão que contém inverdades sobre a luta foi uma que cita uma cusparada do capoeirista no rosto do lutador japonês e, assim, isso tirou sua concentração e permitiu Cyriaco finalizá-lo com um golpe. Tais fatos também não foram veiculados em notícias da época do evento.
O combate foi rápido, tendo seu desfecho devido a um rabo de arraia desferido por Ciríaco em seu oponente.

## Após a luta com Sado Miako
Diante da fama de herói nacional que adquiriu após a vitória contra Sado Miako, Cyriaco chegou a apresentar novamente seus golpes em duas ocasiões publicamente na Faculdade de Medicina do Rio de Janeiro a estudantes.
A importância do evento de 1909 também reviveu as discussões sobre a necessidade de formalizar o ensino da capoeira no país. Além disso, o artista Raul Pederneiras alegou à época que estava se preparando junto a Cyriaco para realizar uma tentativa de tornar a capoeira um esporte nacional, definindo regras e abolindo os golpes fatais. Está ideia, no entanto, não frutificou e foi uma das únicas tentativas até a formalização de fato do ensino da capoeira por Mestre Bimba em 1937, quando este criou sua academia.